# 费卢杰六日
7
《费卢杰六日》是一款由Highwire Games开发并由Victura计划发行在Windows平台上的第一人称射击游戏。本作是一款背景设定于2004年伊拉克战争的第二次费卢杰战役，玩家将扮演美国海军陆战队第1师第1陆战团第3营的一名士兵，经历在费卢杰的6天。
游戏最初由Atomic Games开发并由科乐美发行；但是由于受到巨大舆论压力，科乐美很快在宣布本作的一个月之内就再次宣布不再担任游戏的发行方。游戏原定于2010年发售，但随着开发商Atomic Games在2011年解散，游戏最终并未发售。直到2021年2月，游戏发行商Victura宣布将计划在2022年内发行《费卢杰六日》，由Highwire Games接手本作的开发。游戏在2022年延期后，于2023年5月宣布将以搶先體驗的形式在2023年6月22日于Steam网络商店发售。